# Bermudas nos Jogos Paralímpicos de Verão de 2020
Bermudas participará dos Jogos Paralímpicos de Verão de 2020, que ocorrerão em Tóquio, Japão. A primeira participação do país nos Jogos Paraolímpicos foi em 1996 e essa será sua 7ª participante.

## Competidores

### Por modalidade esportiva
| Esporte   | Masculino | Feminino | Total |
| --------- | --------- | -------- | ----- |
| Atletismo | 0         | 1        | 1     |
| Total     | 0         | 1        | 1     |

## Atletismo
A única presença de Bermudas nos Jogos será no atletismo, com a atleta Jessica Cooper Lewis.
| Atleta               | Evento            | Qualificação | Qualificação | Final     | Final |
| Atleta               | Evento            | Resultado    | Pos.         | Resultado | Pos.  |
| -------------------- | ----------------- | ------------ | ------------ | --------- | ----- |
| Jessica Cooper Lewis | 100m T53 Feminino |              |              |           |       |